# Банк
Банк (от итал. banco — скамья, лавка, стол, на которых менялы раскладывали монеты) — коммерческая кредитно-финансовая организация, действующая на основании специального разрешения (лицензии), для которой законодательно установлены как специфичные возможности по операциям с денежными средствами, так и ограничения на виды деятельности. В современном мире банк обычно является юридическим лицом, основная цель деятельности которого — извлечение прибыли. Однако и некоторые другие организации могут использовать в своём названии слово «банк» (например, Банк России, Евразийский банк развития).
В России федеральный закон № 395-1 от 02.12.1990 «О банках и банковской деятельности» предоставляет банкам исключительное право осуществлять следующие банковские операции:
- привлечение во вклады денежных средств физических и юридических лиц;
- размещение средств от своего имени и за свой счёт на условиях возвратности, платности, срочности;
- открытие и ведение банковских счетов физических и юридических лиц;
- переводы денежных средств по поручению физических и юридических лиц;
- инкассация денежных средств, векселей, платёжных и расчётных документов и кассовое обслуживание физических и юридических лиц;
- купля-продажа иностранной валюты в наличной и безналичной формах.

Банковская лицензия может предусматривать как расширение перечня операций (например, работу с драгоценными металлами), так и ограничивать (например, операции с валютой).
В России банки не имеют права осуществлять производственную, торговую (кроме торговли оговоренными в лицензии ценностями), страховую деятельность.
Отдельные банковские операции (например, привлечение вкладов, выдачу кредитов, денежные переводы) могут осуществлять небанковские организации, но также при наличии соответствующих лицензий. При этом, полную их совокупность могут осуществлять только банки.

## История банковского дела

### Древность
Ростовщики, предоставлявшие деньги взаймы под проценты, появились в глубокой древности. Банковское дело существовало ещё в Вавилонии в VIII веке до н. э. Вавилонским купцам был даже известен банковский билет, называвшийся гуду (hudu) и имевший обращение наравне с золотом.
В Древней Греции трапезиты (τραπεζίται, от τράπεζα — стол) принимали на хранение вклады с целью производить платежи за счёт вкладчиков. Им давали на хранение также ценные документы, договоры, спорные суммы. Греческие банкиры отдавали вверенные им капиталы взаймы под залог движимости, рабов, домов и земель. Серьёзными конкурентами частных банкиров при этом были древнегреческие храмы, которые давали из своих храмовых сокровищ взаймы большие суммы, как частным лицам, так и на общественные предприятия. Неприкосновенность храмовых сокровищниц позволяла им привлекать значительные вклады от частных лиц, правителей и городов. Пускали ли храмы в оборот вверенные им вклады и платились ли по ним какие-нибудь проценты — неизвестно.
Во времена Птолемеев, во II веке до н. э. в Фивах (Большом Диесполисе), Гермонтисе, Мемфисе и Сиене существовали «царские банки», управляемые трапезитами, в которые стекались разные государственные сборы, доходы с государственных фабрик и которые за счёт государства производили различные платежи, например, выдачу жалованья солдатам.
Иерусалимский храм использовался в том числе и для банковских операций.
В Древнем Риме банкиры назывались менсариями (mensarii) и аргентариями (аrgentarii). Mensarii, или mensalarii — это калька с греческого слова τραπεζίται. Аргентарии принимали вклады, давали кредиты, через них можно было перевести деньги в другой город.

### Средние века

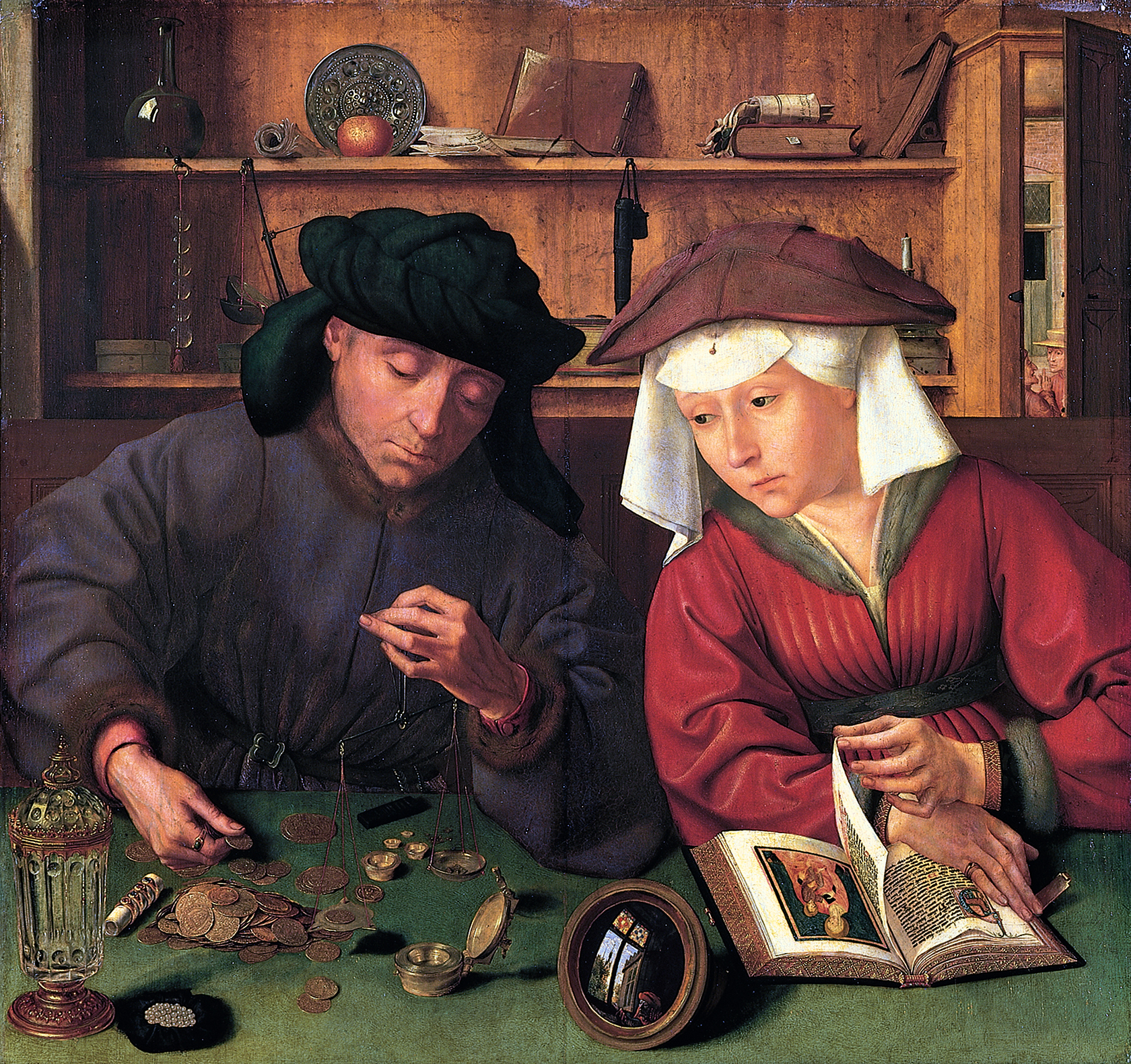
Квентин Массейс. Меняла с женой. 1514. Лувр

В Средние века из-за разнообразия местных монетных систем был развит промысел менял. Затем им начали давать на хранение денежные капиталы и поручалось производство платежей. Лавки менял располагались на рыночных площадях, где у стола, покрытого зелёным сукном, они вели свою торговлю. Менялы в Италии постепенно стали называться банкирами, banchiere (от итал. banco — стол, прилавок). Производство платежей путём списывания в книгах банкиров со счёта одних на счёт других оказалось наилучшим способом платежа, устраняющим все неудобства перевозки, оценки, подсчёта разнообразной монеты. Банковским делом занимались преимущественно итальянцы и евреи.
Однако римские папы неоднократно грозили строгими карами лицам, дающим ссуды под проценты, и освобождали должников от их обязательств перед кредиторами. В 1179 году на Третьем Латеранском соборе папа Александр III объявил, что виновные во взимании процентов должны быть лишены причастия и христианского погребения. Короли, побуждаемые страхом папских угроз и стремясь присвоить себе богатства банкиров, изгоняли их из пределов своих владений. Так, из Франции итальянские банкиры были изгнаны Людовиком Святым и Филиппом Красивым (1291 год), а из Англии итальянцы-банкиры были изгнаны Генрихом III (1240 год), но затем были вновь допущены в страну в 1250 году по настоянию папы, нуждавшегося в деньгах и желавшего расположить к себе банкиров. Иногда изгнанные банкиры покупали себе право вернуться, и их преследование стало для правителей выгодным источником дохода.
С деятельностью отдельных банкиров конкурировали так называемые montes pietatis (итал. monte di pietа, фр. mont de piété) — особые банки, созданные в разных итальянских городах для предоставления дешёвых мелких кредитов нуждающимся. Они взимали проценты по ссудам только для покрытия своих издержек и их капитал образовывался из частных или общественных пожертвований. Первое такое учреждение возникло в Орвието (1463 год), второе — в Перудже (1467 год).
Сенат Венецианской республики в 1584 году издал декрет об учреждении общественного банка под названием Вanco della Piaza de Rialto. Банковское дело было объявлено монополией республики и частным лицам воспрещалось им заниматься, но вскоре этот запрет был снят.
В Генуе кредиторы, давшие кредит правительству Генуэзской республики в связи с войной с Алжиром и Тунисом (относится к 1148 году), составили товарищество, которому республика передала сбор некоторых налогов для обеспечения процентов и погашения займа. Затем этот способ повторялся при следующих займах; таким образом возникло множество товариществ, называвшихся compère, или scritte, капитал которых составлялся из паев (luogo). В 1250 году все эти товарищества были соединены в одно compère de capitolo. Однако вскоре для заключения новых займов открыты новые товарищества. В 1407 году все товарищества снова были объединены в одно, названное Compère di San Giorgio в честь Святого Георгия, покровителя города. Ему разрешили принимать частные вклады, и оно просуществовало до 1805 года.

### Новое время

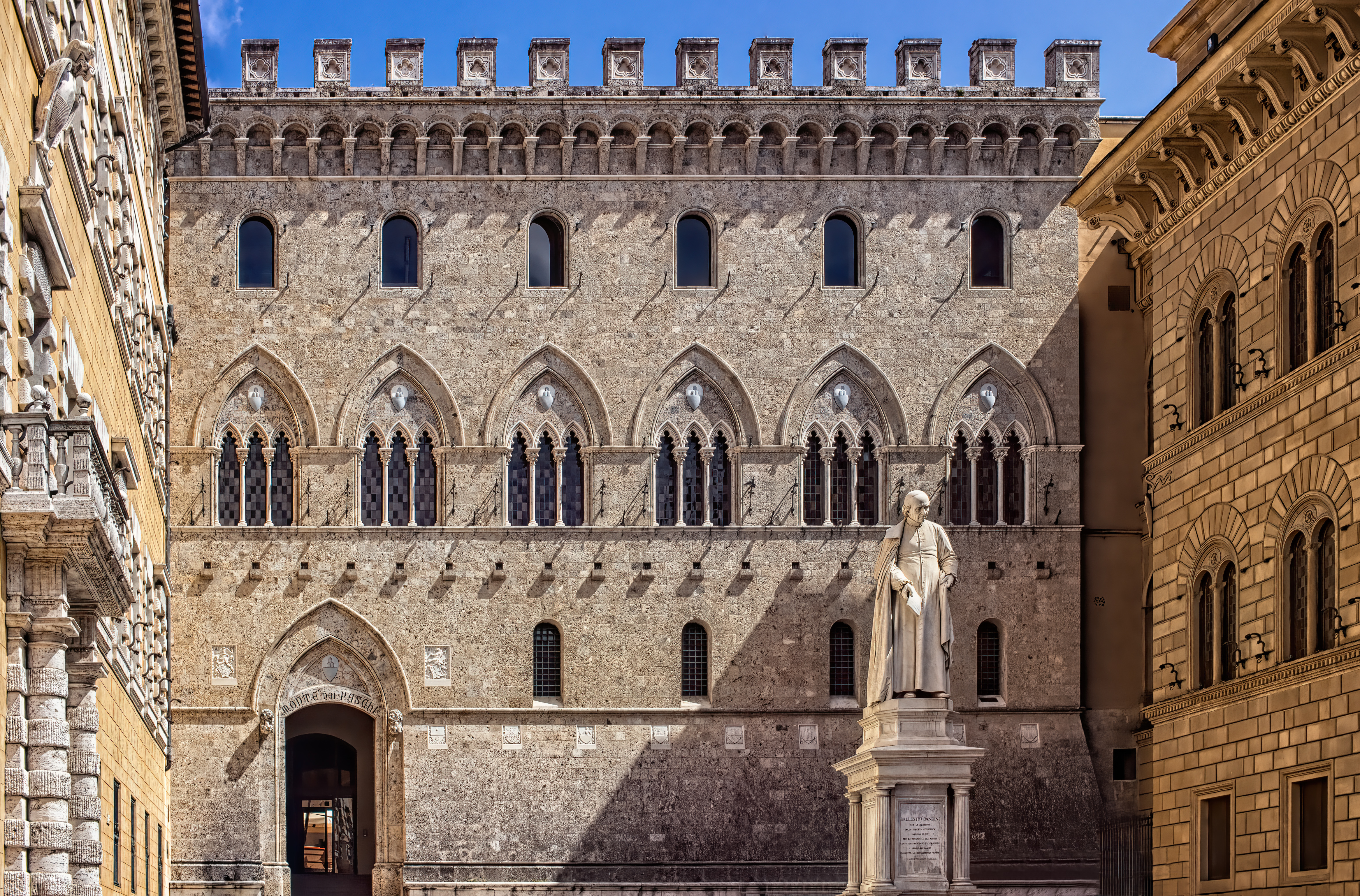
Monte dei Paschi di Siena — старейший из действующих банков в мире

Первоначально банкирами во всей Западной Европе были исключительно итальянцы. Лишь впоследствии в других европейских государствах появились местные банкиры и создались более значительные банкирские дома, как, например, Фуггеров в Германии.
Одна лишь Англия в истории банкирского дела не следовала по этому пути. Там размен денег издавна был предметом государственной монополии и существовала разменная камера — «Cambium Regis», отдававшая на откуп размен и промен иностранных и местных монет. Но при Генрихе VII денежное обращение Англии пришло в такое расстройство от испорченности монет, что удовлетворение потребности размена одними только привилегированными менялами стало фактически невозможным. Это побудило золотых дел мастеров, имевших соответственные познания и помещения, устроенные для хранения драгоценностей, взяться без всякого законного разрешения за размен денег и начать заниматься мелкими банкирскими операциями, как, например, хранением вкладов, ссудами и отчасти выпускной операциею (goldsmith’s notes). От них дошли до нас книги, относящиеся к 1620 году. Одним из старейших английских банкиров был Фрэнсис Чайльд.
Купеческие гильдии Венеции, Генуи, Гамбурга, Нюрнберга, Милана, Амстердама в XVI—XVII веках создали специальные банки, которые назвали жиробанками. Такое название происходило от слово «giro», что в переводе с итальянского значит «оборот». Жиробанки специализировались на безналичных расчётах между своими клиентами, потому что наличные деньги — монеты — со временем обесценивались. Средства клиентов, которые находились на жиросчетах, нельзя было обратить в наличные деньги. Такой способ расчёта был достаточно быстрым и удобным. Жиробанки для расчётов использовали специальные денежные единицы, которые выражались в весовых количествах благородных металлов. Жиробанки ссуживали свободные денежные ресурсы городам, государству, торговым компаниям.
В 1609 году городскими властями Амстердама был основан Амстердамский банк. Он установил неизменную счётную единицу, представлявшую стоимость определённого количества серебра, равнявшуюся 211,91 асам чистого серебра и называвшуюся «банковский флорин» — банк принимал во вклады различные монеты, но счёт вёлся только в банковских флоринах. Этот банк просуществовал до 1795 года.
Англичанин Вильям Патерсон, исходя из тщательно скрываемого от всех факта, что в Амстердамском банке находилась в наличности лишь около четверти всех вверенных ему вкладов, пришёл к мысли, что вовсе не требуется полного покрытия звонкой монетой всех обязательств, выпускаемых банком. Он предложил проект Банка Англии, основной капитал которого помещался бы в государственных процентных бумагах, служащих обеспечением его кредитных операций. В 1694 году английское правительство, находясь в затруднительном финансовом положении, приняло этот проект. Банк Англии был создан в форме акционерного общества.
Среди банков, основанных в XV—XVII вв., есть и такие, которые продолжают свою деятельность. В их числе: старейший банк мира сиенский Monte dei Paschi di Siena (основан в 1472 году), гамбургский Berenberg Bank (1590), шведский Sveriges Riksbank (1668), английский C. Hoare & Co (1672), японский Sumitomo Mitsui (1683), английский Barclays Bank (1690).

### Современное положение

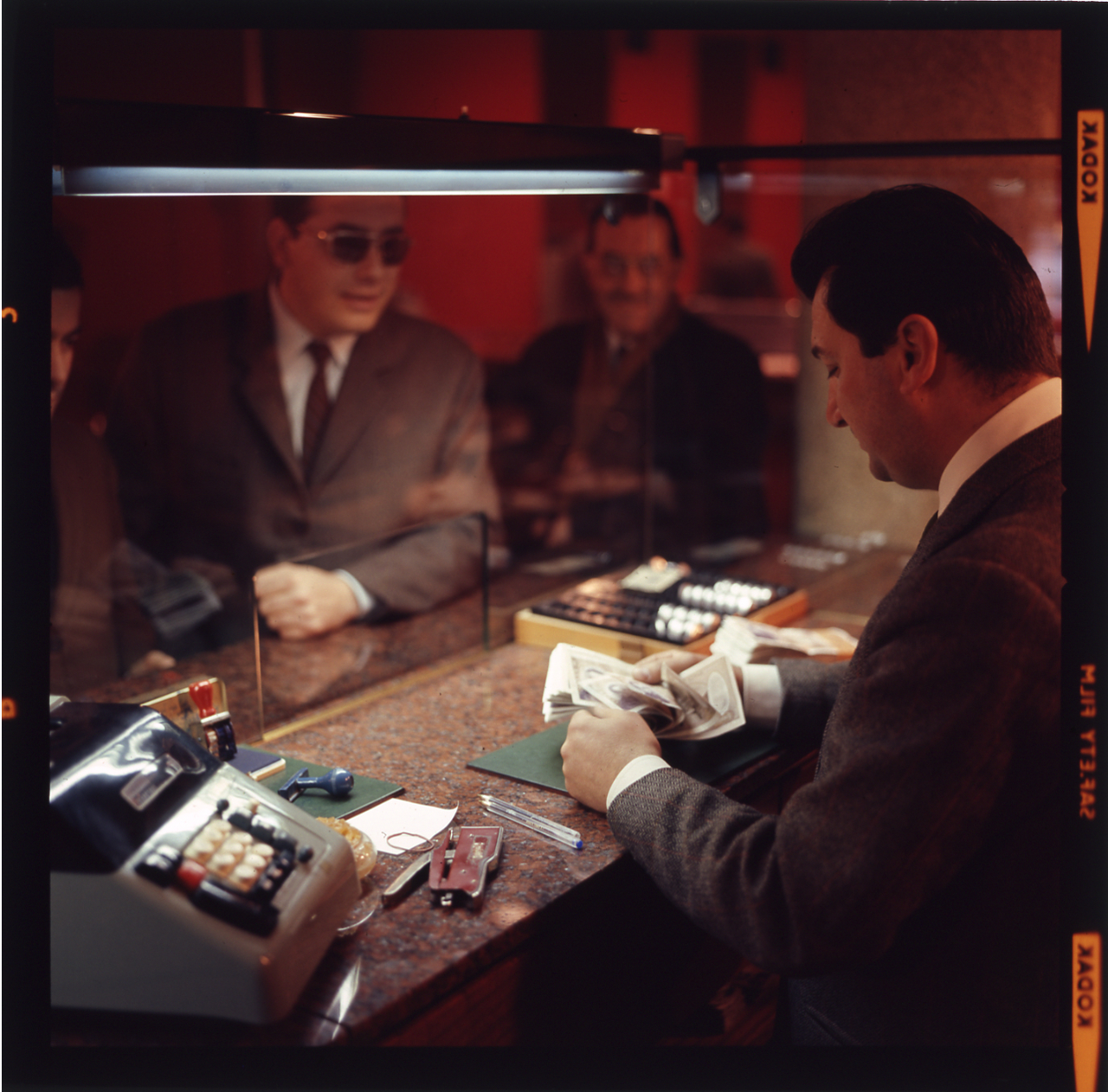
1970

Эволюция финансов и банковской системы привела к повсеместному распространению безналичных расчётов, что существенно изменило характер банковских операций. Деньгами стали не только наличность, но и долги банка перед клиентами, как в форме учётных записей на счетах клиентов, так и в форме банковских расписок — банкнот.
Выдавая кредит, банки могут создавать новые деньги. По сути, при безналичных платежах в качестве денег банк передаёт заёмщику своё обязательство заплатить — заёмщик становится должником банка, а банк является должником заёмщика. Суммарный баланс не нарушается, но банковские долги выполняют роль денег и мы оплачиваем ими свои обязательства. В связи с этим, некоторые экономисты, имея в виду подпись на решении о выдаче кредита, называют кредиты «деньгами, созданными росчерком пера».
Центральный банк может ограничивать общий объём кредитов в экономике за счёт установления резервных требований (см. также банковский мультипликатор). Этот инструмент не является жёстким и на практике суммарный объём кредитования значительно ниже теоретического максимума. Кроме того, при нехватке средств для выполнения норматива резервирования банки, как правило, могут получить недостающее у центрального банка по ставке рефинансирования. В Великобритании, например, вообще нет обязательной нормы резервирования для коммерческих банков. Банк Англии считает, что центральные банки сегодня, как правило, реализуют денежно-кредитную политику через регулирование процентных ставок, а не через регулирование норм резервирования.
Финансовый кризис 2007—2008 годов также показал, что в случае угрозы банкротства крупных банков правительства, как правило, оказываются вынужденными «спасать» их за счёт денег налогоплательщиков, рискуя в противном случае парализовать всю систему денежного обращения. Это позволило аналитикам говорить о фактической «национализации рисков» для крупных банков при сохранении частного характера присвоения прибылей в этом секторе экономики.
По информации из СМИ, Банк России готов разрешить крупным микрофинансовым компаниям трансформироваться в банки с ограниченным функционалом. При таком переходе возникнут более жесткие требования по нормативам и станет ниже доходность бизнеса. Как указали в Банке России, «смысл перехода в „другую лигу“ есть для компаний, которые готовы предоставлять клиентам ряд банковских услуг. Среди них открытие счетов, кредитование на бо́льшие суммы, чем у микрофинансовой организации, выдача гарантий, обмен валюты, банковские карты и денежные переводы, привлечение средств населения без ограничений (микрофинансовые организации могут привлекать средства граждан только большими суммами — от 1,5 млн руб.— „Коммерсантъ“)». Федеральным законом от 01.05.2017 N 92-ФЗ «О внесении изменений в отдельные законодательные акты Российской Федерации» предусмотрена возможность изменения статуса банка на статус микрофинансовой компании. Указанным федеральным законом также определён порядок получения микрофинансовой компанией статуса банка с базовой лицензией или небанковской кредитной организации.

#### Глобализация в банковской сфере

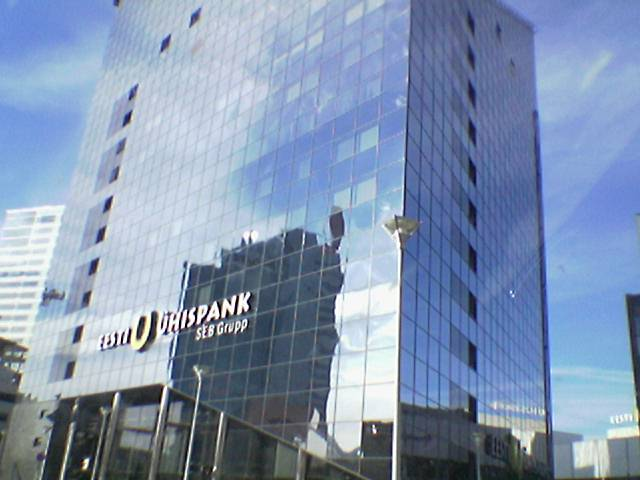
Головной офис принадлежащего SEB Eesti Ühispank в Таллине, Эстония

В XX―XXI веках произошло значительное сокращение барьеров глобальной конкуренции в банковской сфере. Рост телекоммуникационных и других финансовых технологий позволил банкам расширить сферу своей деятельности по всему миру, поскольку их сотрудникам больше не нужно находиться рядом с клиентами, чтобы управлять финансами и рисками. Рост трансграничного взаимодействия также увеличил спрос на банковские услуги, которые отныне могут предоставляться граждан самых разных стран. Однако, несмотря на уменьшение барьеров и рост трансграничной активности, банковская индустрия по-прежнему не так глубоко глобализирована, как некоторые другие отрасли экономики. В США, например, очень немногие банки осуществляют свою деятельность на основе Закона Ригла-Нила, который способствует более эффективному банковскому взаимодействию между различными штатами. В подавляющем большинстве стран мира доля рынка для иностранных банков в настоящее время составляет менее одной десятой доли рынка для национальных банков. Одна из причин, по которой банковская индустрия не была полностью глобализирована, заключается в том, что представителям малого бизнеса и частным лицам удобнее брать кредиты у местных банков. С другой стороны, для крупных корпораций не так важно, в каком именно государстве находится офис банка, поскольку финансовая информация корпорации доступна по всему миру.

## Управление банком
Высшим органом управления банка является собрание акционеров (участников). Ему подотчётны совет директоров банка и ревизионная комиссия. Совет директоров банка:
- определяет общие направления развития банка,
- рассматривает планы деятельности банка,
- открывает и закрывает филиалы банка.

Коллегиальным исполнительным органом управления, непосредственно руководящим деятельностью банка, является правление банка, в состав которого обычно входят представители наиболее крупных акционеров (участников) банка.

## Виды банков
Различают:
- центральные банки, осуществляющие государственное регулирование банковской сферы и денежную эмиссию.
- коммерческие банки, осуществляющие расчётно-кассовое обслуживание, депозитные и кредитные операции:
  - универсальные банки, осуществляющие все основные виды банковских операций;
  - специализированные банки, специализирующиеся на одной или нескольких банковских операциях;
  - сберегательные банки, специализирующиеся на привлечении средств населения.
- инвестиционные банки, специализирующиеся на инвестициях, чаще всего в ценные бумаги.
- земельные[22] (поземельные) банки, ранее осуществляли выдачу ссуд лицам для приобретения земли или под залог земли.

Иногда выделяют:
- «Ритейловый банк» («Розничный банк») — ориентирован на работу с частными лицами.
- «Кэптивный банк» («Карманный банк») — дочерний банк крупной промышленной или банковской структуры, основным назначением которого является обслуживание операций материнской компании.

Федеральным законом от 01.05.2017 N 92-ФЗ «О внесении изменений в отдельные законодательные акты Российской Федерации» предусмотрена возможность изменения статуса банка на статус микрофинансовой компании. Указанным федеральным законом также определён порядок получения микрофинансовой компанией статуса банка с базовой лицензией или небанковской кредитной организации.

## Функции банков
- Исторически первой функцией банков было безопасное хранение денег клиентов.
- Так как у банка есть много клиентов, которые хранят в нём свои деньги, то банк становится способен переводить деньги от одного из них другому путём изменения записей в банковских счетах (безналичные расчеты). Безналичные расчеты возможны и между клиентами различных банков благодаря системе корреспондентских счетов.
- Банки выдают кредиты. При этом фактически создаётся дополнительная денежная масса (см. Банковский мультипликатор).

Существенные особенности банковской деятельности (отличающие её от производственной, торговой и др.) :
- Преобладание в ресурсах банков привлечённых и заёмных средств, влекущее за собой повышенную ответственность перед кредиторами и вкладчиками.
- Чрезвычайная подвижность и изменчивость параметров финансовых рынков, вызываемая не только экономическими, но и политическими, социальными и иными причинами.
- Необходимость постоянной и одновременной работы с клиентами, представляющими различные сферы и отрасли хозяйствования, имеющими противоречивые интересы и цели.
- Нематериальный характер банковских продуктов (услуг) и необходимость участия практически всех подразделений банка в производстве каждого такого продукта.

## Ресурсы и активы банка
Ресурсы банка:
- Собственный капитал (изначально принадлежит банку, не является его обязательством):
  - уставный капитал,
  - фонды, образованные за счёт прибыли прошлых лет,
  - добавочный капитал (эмиссионный доход — положительная разница между ценой акций банка и их номинальной стоимостью).
- Привлечённые средства (обязательства банка):
  - депозиты клиентов — юридических и физических лиц,
  - межбанковские кредиты,
  - облигации и векселя банка.

Активы коммерческого банка — отражение в бухгалтерском балансе размещение и использование ресурсов банка. Активы группируют:
- по назначению,
- по ликвидности,
- по степени риска,
- по срокам,
- по субъектам.

По назначению активы делятся:
- Кассовые активы:
  - наличные денежные средства в кассе,
  - драгоценные металлы и камни,
  - корреспондентские счета в центральном и других банках,
  - средства, перечисленные в фонд обязательных резервов центрального банка.
- Размещённые активы (работающие; доходные; оборотные; рисковые активы):
  - кредиты, выданные юридическим и физическим лицам,
  - межбанковские кредиты,
  - краткосрочные вложения в ценные бумаги.
- Инвестиционные активы:
  - акции, приобретённые для инвестирования,
  - средства, внесённые в уставные капиталы юридических лиц,
  - вклады в дочерние банки.
- Капитализованные активы (внеоборотные), то есть имущество банка.
- Прочие активы (дебиторская задолженность, транзитные счета и т. п.)

## Доходы банка
Считается, что основным источником доходов банка является доход, получаемый от разницы между процентами по вкладам в банке (депозитам) и процентами по кредитам.
Доходы банка:
- Процентные доходы:
  - проценты, полученные по кредитам,
  - проценты, полученные от операций с ценными бумагами.
- Непроцентные доходы:
  - доходы от операций с иностранной валютой,
  - непроцентные доходы от операций с ценными бумагами,
  - комиссионное вознаграждение за оказанные услуги (расчётные операции, сдача в аренду банковских сейфов, выдача банковских гарантий и др.),
  - доходы, полученные от долевого участия в деятельности юридических лиц,
  - другие непроцентные доходы.

У банков-эмитентов денег (ныне это центральные банки и приравненные к ним, например, банки Федеральной резервной системы США или Банк Англии) самую значительную часть дохода обычно формирует сеньораж.

## Расходы банка
Каждая коммерческая организация имеет как доходы так и расходы, банки не являются исключением.
Расходы банка можно разделить на обязательства перед вкладчиками по процентам, налоги, расходы на текущую деятельность и развитие, расходы на выплату бонусов и дивидендов, а также расходы на создание резервов на возможные потери.
Использование на нужды банка денег вкладчиков можно рассматривать как взятие банком кредита у этих вкладчиков. Систематическое использование подобного кредита ведёт к увеличению внутреннего долга банка, и может приводить к дефолту кредитной организации.
- проценты, расходуемые по депозитам,
- расходы, связанные с курсовой разницей
- другие непроцентные расходы

## Банковские операции

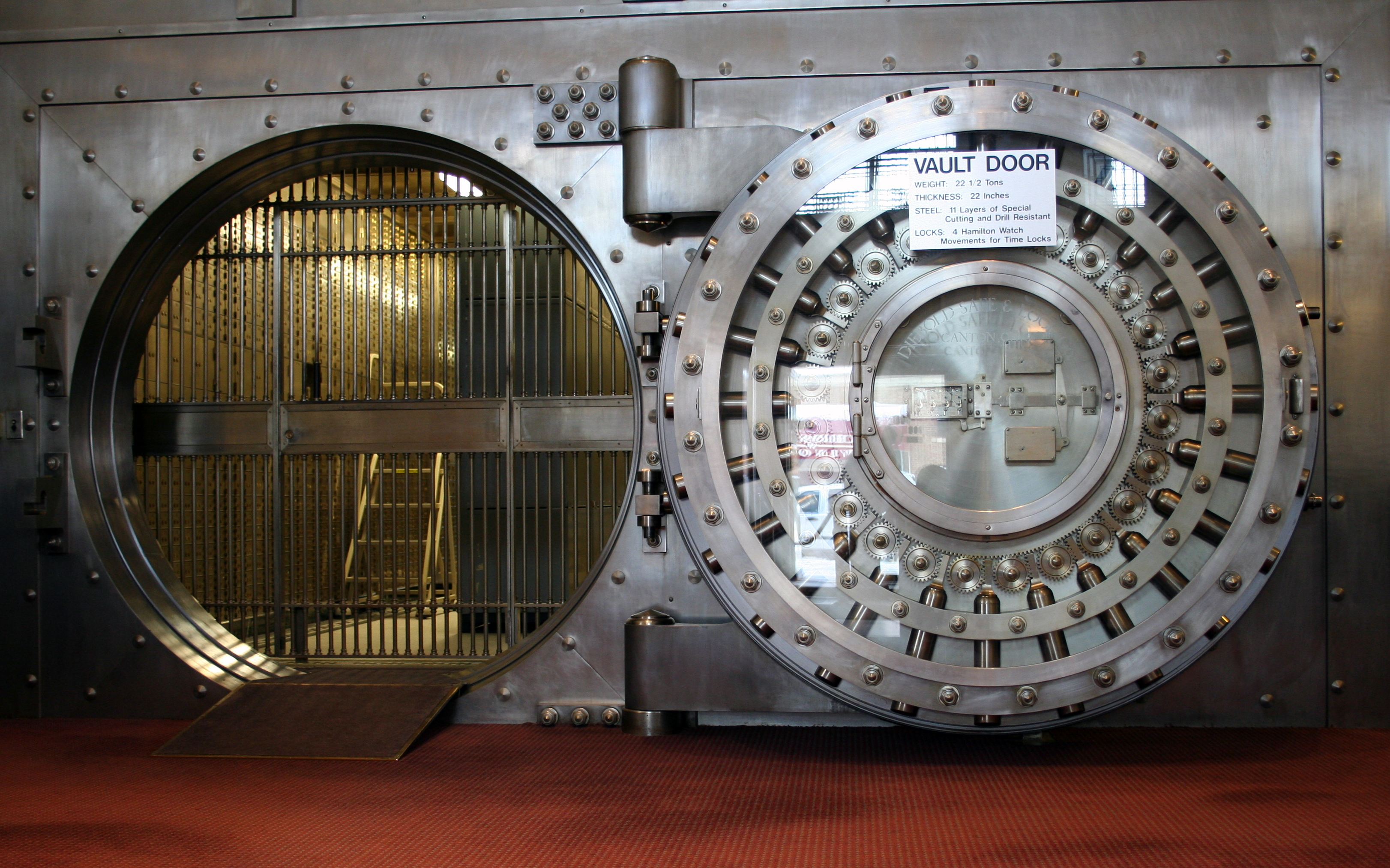
Дверь в старое банковское хранилище

Банковские операции делятся на пассивные и активные. Пассивными называются операции, посредством которых банки образуют ресурсы денежного капитала, активными — операции, посредством которых они используют эти ресурсы с целью извлечения прибыли.
К банковским операциям относятся:
- привлечение денежных средств физических и юридических лиц во вклады и депозиты (до востребования и на определённый срок);
- размещение привлечённых средств от своего имени и за свой счёт;
- открытие и ведение банковских счетов физических и юридических лиц;
- осуществление расчётов по поручению физических и юридических лиц, в том числе банков-корреспондентов, по их банковским счетам;
- инкассация денежных средств, векселей, платёжных и расчётных документов и кассовое обслуживание физических и юридических лиц;
- купля-продажа иностранной валюты в наличной и безналичной форме;
- привлечение во вклады и размещение драгоценных металлов;
- выдача банковских гарантий;
- осуществление переводов денежных средств по поручению физических лиц без открытия банковских счетов (за исключением почтовых переводов).

Кредитная организация, кроме перечисленных, вправе осуществлять следующие операции:
- выдачу поручительств за третьих лиц, предусматривающих исполнение обязательств в денежной форме;
- приобретение права требования от третьих лиц исполнения обязательств в денежной форме;
- доверительное управление денежными средствами и иным имуществом по договору с физическими и юридическими лицами;
- осуществление операций с драгоценными металлами и драгоценными камнями;
- предоставление в аренду физическим и юридическим лицам специальных помещений или находящихся в них сейфов для хранения документов и ценностей;
- лизинговые операции;
- оказание консультационных и информационных услуг.

Банки, выдавая кредиты, могут создавать деньги. Процесс создания денег называется кредитным расширением или кредитной мультипликацией (смотри статью Банковский мультипликатор)

## Обособленные подразделения банка

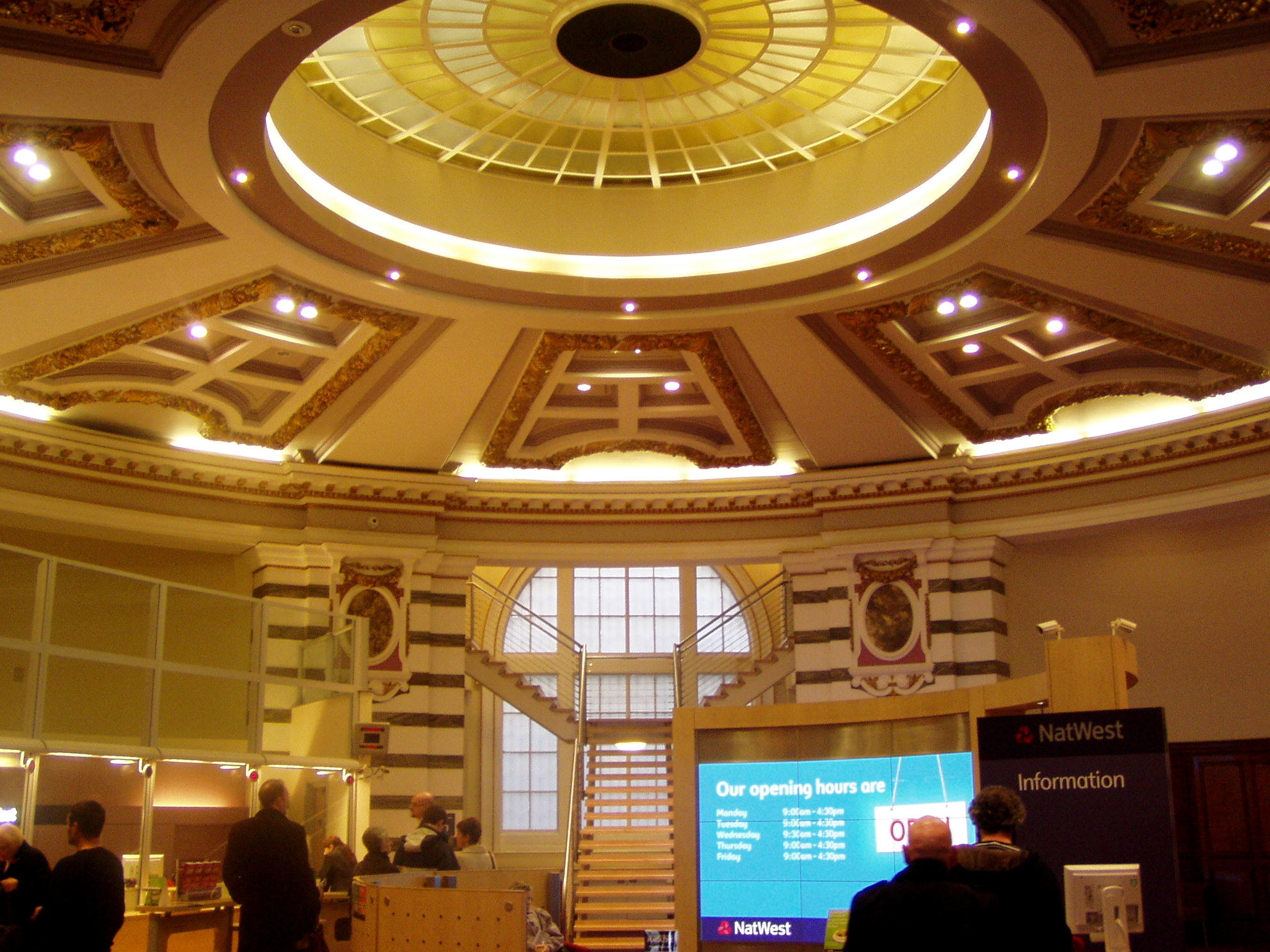
Отделение National Westminster Bank в Ливерпуле

Банк может организовывать обособленные подразделения.
Дочерний банк — отдельное юридическое лицо, действующее коммерчески самостоятельно, в котором головному банку принадлежит более 20 процентов уставного капитала.
Филиал банка — обособленное структурное подразделение, расположенное вне места нахождения банка — не является юридическим лицом и имеет полномочия, делегированные ему банком. Тем не менее, филиал банка должен иметь лицензию и самостоятельный баланс, свой корреспондентский счёт.
Представительство банка — обособленное структурное подразделение вне места нахождения банка, не имеющее статуса юридического лица, самостоятельного баланса и корреспондентского счёта. Представительство кредитной организации не имеет права самостоятельно осуществлять банковские операции.
Дополнительный офис — внутреннее структурное подразделение вне нахождения головной организации (банка или филиала), созданное для выполнения определённых функций (например, кредитный офис, операционная касса вне кассового узла, пункт обмена валюты и т. п.)
Наличие дочерних банков, филиалов и представительств в обязательном порядке отражается в уставе банка.
Банки и другие кредитные организации также могут создавать союзы и ассоциации в целях:
- представления интересов своих членов,
- координации их работы,
- развития межрегиональных и международных связей,
- удовлетворения научных, профессиональных, информационных интересов,
- выработки рекомендаций по банковской деятельности и т. п.

Банковские союзы и ассоциации не преследуют цели извлечения прибыли, им запрещено осуществление банковских операций.

## Банковская тайна
В некоторых странах все служащие кредитной организации обязаны хранить тайну об операциях, счетах и вкладах её клиентов и корреспондентов, а также об иных сведениях, устанавливаемых кредитной организацией. Банковская тайна часто критикуется за то, что она является одним из основных инструментов теневой экономики и организованной преступности.

## Крупнейшие банки мира

### 10 крупнейших банков по консолидированным активам
Данные по балансам по состоянию на 2017 год в долларах США.
| Позиция | Страна         | Компания                                | Консолидированные активы (млрд долл. США) |
| ------- | -------------- | --------------------------------------- | ----------------------------------------- |
| 1       | Китай          | Industrial and Commercial Bank of China | 3473                                      |
| 2       | Китай          | China Construction Bank                 | 3016                                      |
| 3       | Китай          | Agricultural Bank of China              | 2816                                      |
| 4       | Китай          | Bank of China                           | 2604                                      |
| 5       | Япония         | The Bank of Tokyo-Mitsubishi UFJ        | 2589                                      |
| 6       | США            | JPMorgan Chase                          | 2490                                      |
| 7       | Великобритания | HSBC                                    | 2374                                      |
| 8       | Франция        | BNP Paribas                             | 2190                                      |
| 9       | США            | Bank of America                         | 2187                                      |
| 10      | США            | Wells Fargo                             | 1930                                      |

### 10 крупнейших банков порыночной капитализации
Данные по состоянию на 2017 год в долларах США.
| Позиция | Страна         | Компания                                | Рыночная капитализация (млрд долл. США) |
| ------- | -------------- | --------------------------------------- | --------------------------------------- |
| 1       | Китай          | Industrial and Commercial Bank of China | 281,2                                   |
| 2       | Китай          | China Construction Bank                 | 225,8                                   |
| 3       | США            | JPMorgan Chase                          | 208,1                                   |
| 4       | Китай          | Bank of China                           | 199,1                                   |
| 5       | США            | Bank of America                         | 190,3                                   |
| 6       | Китай          | Agricultural Bank of China              | 188,6                                   |
| 7       | США            | Citigroup                               | 178,3                                   |
| 8       | США            | Wells Fargo                             | 171,3                                   |
| 9       | Великобритания | HSBC                                    | 138,0                                   |
| 10      | Япония         | The Bank of Tokyo-Mitsubishi UFJ        | 135,9                                   |

### 10 самыхприбыльныхбанков
Данные в долларах США на 2006 год
| Позиция | Страна         | Компания               | Прибыль (млрд долл. США) |
| ------- | -------------- | ---------------------- | ------------------------ |
| 1       | США            | Citigroup              | 22,13                    |
| 2       | США            | Bank of America        | 21,13                    |
| 3       | Великобритания | HSBC                   | 14,55                    |
| 4       | США            | JP Morgan Chase        | 14,44                    |
| 5       | Великобритания | Royal Bank of Scotland | 12,1                     |
| 6       | Швейцария      | UBS                    | 9,79                     |
| 7       | США            | Goldman Sachs          | 9,34                     |
| 8       | США            | Wells Fargo            | 8,48                     |
| 9       | США            | Wachovia               | 7,79                     |
| 10      | США            | Morgan Stanley         | 7,45                     |